# Elizza La Porta
Elizza La Porta, pseudonimo di Eliza Streinu (Craiova, 1º marzo 1902 – Los Angeles, 15 novembre 1997), è stata un'attrice rumena, naturalizzata tedesca e poi americana.

## Biografia
Eliza Streinu nasce a Craiova, nel sud della Romania, il 1º marzo 1902. Il padre era sovrintendente del teatro della città e trasmise questa passione alla figlia che all'età di 14 anni decise d'iscriversi al Conservatorio per studiare recitazione. La sua carriera iniziò con piccole parti già a 16 anni nel teatro di Craiova in un ruolo secondario. La sua carriera sbocciò dopo il matrimonio, quando si trasferì con il marito in Germania. Rimasta vedova con un figlio, solo un anno dopo essersi trasferita, decise di lanciarsi anima e corpo nella carriera modificando leggermente il suo nome in Elizza, pur mantenendo il cognome da coniugata. Il suo debutto avviene per caso a Berlino. Come lei stessa raccontò in un'intervista concessa alla rivista Realitatea ilustrată nel 1929, fu notata ad una fermata dell'autobus da un cineasta che la invitò a fare un provino. Fu così che ottenne il suo primo ruolo in Germania, interpretando una venditrice di fiori, Lydischka, nel film Lo studente di Praga, diretta da Henrik Galeen accanto a attori molto noti come Conrad Veidt e Werner Kraus.
Venne subito notata e già nei film successivi ebbe ruoli significativi. Tutta la sua carriera si svolse in Germania, dove acquistò una certa fama, ma l'arrivo del sonoro e il matrimonio con un ebreo misero fine al suo lavoro. Si trasferì con il marito, Siegfried Pinkus, negli Stati Uniti nell'ottobre 1940, prima a New York e poi a Los Angeles, ottenendo la cittadinanza americana nel 1946.
Rimase nuovamente vedova all'età di 59 anni e morì all'età di 95 anni. Sia lei che il marito sono entrambi sepolti nel Hollywood Forever Cemetery.

## Filmografia
- Lo studente di Praga, regia di Henrik Galeen (1926)[5]
- Der Herr der Nacht, regia di Carl Heinz Wolff (1926)[6]
- Schenk mir das Leben, regia di Klaus Fery[7]
- Die Sporck'schen Jäger, regia di Holger-Madsen (1926-1927)[8]
- L'avventuriera di Algeri, regia di Wolfgang Hoffmann-Harnisch (1927)
- Laster der Menschheit, regia di Rudolf Meinert (1927)[9]
- Das Recht zu leben, regia di Robert Wohlmuth (1927)[10]
- Der Kampf des Donald Westhof, regia di Fritz Wendhausen (1927)[11]
- Das Spielzeug einer schönen Frau, regia di Fritz Freisler (1927)[12]
- Die Hölle der Jungfrauen, regia di Robert Dinesen (1927)[13]
- Leichte Kavallerie, regia di Rolf Randol (1927)[14]
- Casanovas Erbe, regia di Manfred Noa (1928)[15]
- Robert und Bertram, regia di Rudolf Walther-Fein (1928)[16]
- Anastasia, die falsche Zarentochter, regia di Arthur Bergen (1928)[17]
- Das Recht der Ungeborenen, regia di Adolf Trotz (1928-1929)[18]
- Engel im Séparée – Mädchen in Gefahr, (1929)[19]
- Fundvogel, regia di Wolfgang Hoffmann-Harnisch (1930)[20]
- Großstadtpiraten, regia di Hans Schönlank (1930)[21]